# Memoriale alle vittime della Shoah (Lussemburgo)

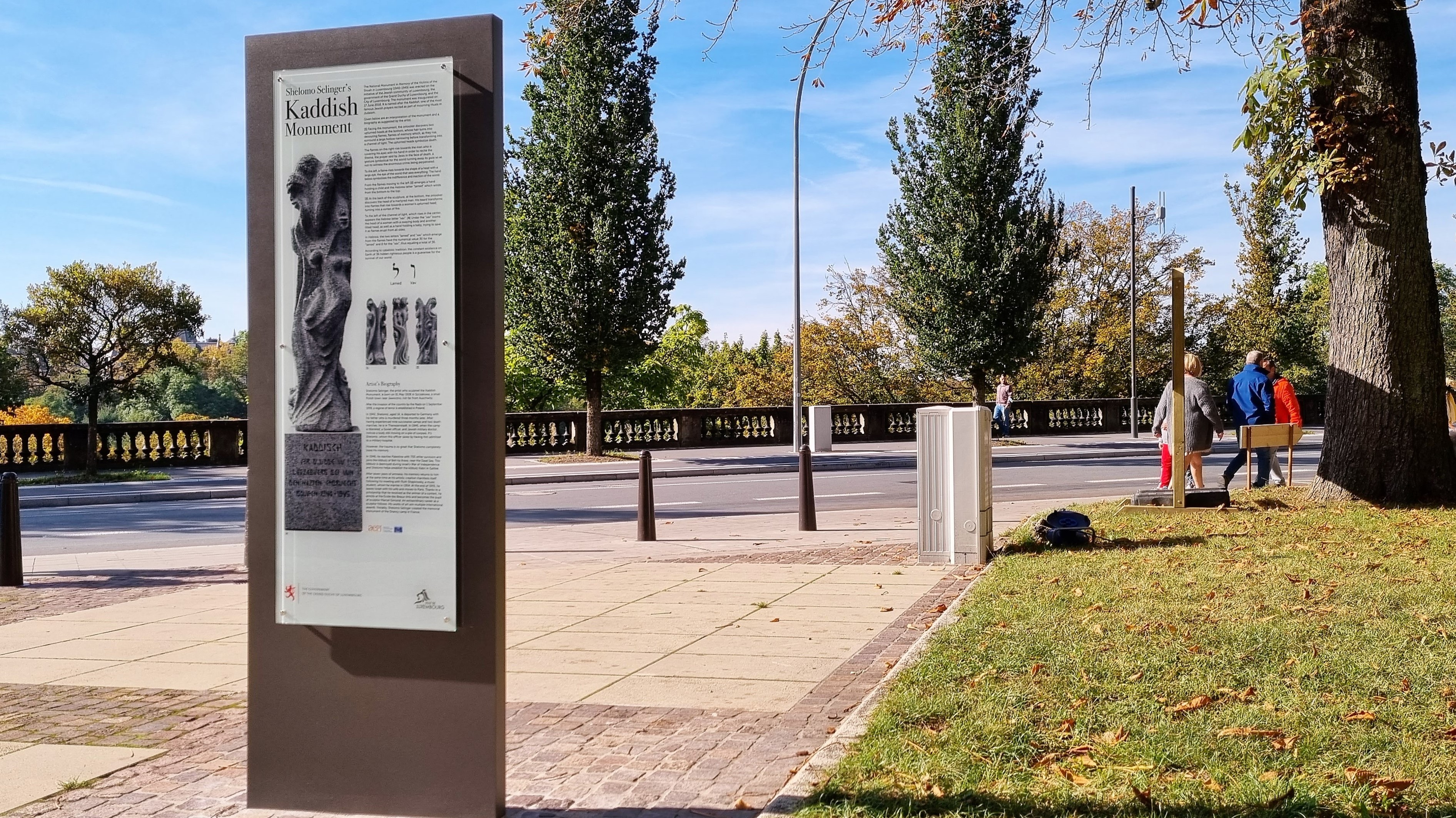
Vista di parte del memoriale

Il Memoriale alle vittime della Shoah fu inaugurato il 17 giugno 2018 nella città di Lussemburgo. Il monumento commemora la persecuzione, la deportazione e l'assassinio degli ebrei e di coloro che fuggirono in Lussemburgo durante la dittatura nazista. L'inaugurazione avvenne il 17 giugno, perché in quel giorno nel 1943 partì l'ultimo treno di deportati ebrei dal Lussemburgo.

## Monumento e targa commemorativa
La scultura dell'artista franco-israeliano Shelomo Selinger vuole rappresentare sia un monumento che un memoriale, costruito per ricordare la disumanità dei nazisti e per contribuire alla memoria di tali crimini.
Il monumento fu realizzato in granito grigio-rosa, fu eretto su Roosevelt Boulevard tra la cattedrale e l'ex monastero di Santa Sofia. Lo Stato e la Città del Lussemburgo stanziarono 325.000 euro per questo monumento.
In seguito all'inaugurazione del monumento della Shoah, nel vestibolo della stazione ferroviaria è stata apposta una targa in lingua lussemburghese e francese, che ricorda i treni della deportazione durante la seconda guerra mondiale.

## Storia
La presenza degli ebrei in Lussemburgo è documentata fin dal 1276. Si tramanda che ci fu un primo insediamento davanti al Sankt-Ulrich-Tor. Il cimitero ebraico di Clausen fu costruito nel 1817 in stile moresco-bizantino secondo i progetti del professor Levi di Karlsruhe, nel 1823 fu solennemente inaugurata la prima sinagoga al Seminargässl dietro la cattedrale. Dopo alcuni anni, nel 1894, fu trasferita una nuova sinagoga all'angolo tra Rue Aldringen e Rue Notre Dame. Questa sinagoga fu distrutta dai nazisti nell'autunno.
Nel 1927, in Lussemburgo ci furono 1771 persone di origine ebraica, nel 1935 diventarono 3144, di cui 870 di nazionalità lussemburghese. Nel 1940, furono circa 3700 ebrei (1% della popolazione totale) a vivere in Lussemburgo, di questi sopravvissero in 2500. Dal 16 ottobre 1941 al 17 giugno 1943, in totale furono deportati 658 persone tra donne, uomini e bambini ebrei su sette trasporti.

### Dal dopoguerra
Nel 1969, su iniziativa del "Comité Auschwitz Luxembourg", fu eretto a Fünfbrunnen un monumento in onore delle vittime della Shoah. È costituito dalle pietre di granito spaccate dai prigionieri nel campo di concentramento di Natzweiler-Struthof durante la guerra. Il monumento raffigura una persona torturata.
Nel 2012, il governo lussemburghese, guidato da Jean-Claude Juncker, incaricò l'Università del Lussemburgo di redigere una relazione sul ruolo avuto dall'amministrazione lussemburghese durante la seconda guerra mondiale: secondo il rapporto Artuso, nel 1940 furono deportati nei campi di sterminio 1.300 ebrei presenti in Lussemburgo. Nel 2013 fu fondata MemoShoah, una delle associazioni attivamente coinvolte nel lavoro di ricerca storica, di cui è presidente Henri Juda. Il 9 giugno 2015 il parlamento lussemburghese adottò una proposta di risoluzione chiedendo il perdono alla comunità ebraica del Lussemburgo per le sofferenze inflitte durante l'occupazione nazista della Germania.
Il monumento è stato inaugurato il 17 giugno 2018 alla presenza del Granduca Enrico e di sua moglie Maria Teresa. Sono intervenuti il sindaco della città del Lussemburgo, Lydie Polfer, il presidente del Concistoro israeliano del Lussemburgo, Albert Aflalo, e il primo ministro del Lussemburgo, Xavier Bettel.

## Fondazione Shoah
Con l'erezione del monumento fu costituita anche una fondazione, la Fondatioun Shoah, che ha ricevuto dallo stato del Lussemburgo un capitale di 250.000 euro per la costituzione.